# Бейли, Майк (актёр)
Майк Бе́йли (англ. Mike Bailey, род. 6 апреля 1988, Бристоль, Великобритания) — британский актёр, наиболее известен ролью Сида в сериале «Молокососы».

## Карьера
Карьеру актёр начал в 2007 году, снявшись в молодёжном телесериале «Молокососы» в роли Сида, отчаявшегося потерять девственность юноши. В финале первого сезона Бейли и Николас Холт дуэтом спели песню Кэта Стивенса «Wild World». Бейли, как и большинство актёров первых двух сезонов, не вернулся в третьем сезоне. В 2009 году актёр снялся в двухсерийном историческом боевике «1066» в роли Тофи. Фильм рассказывает об одной из самых известных дат в английской истории — 14 октября 1066 года, дата битвы при Гастингсе.

## Фильмография
| Год       |     | Русское название | Оригинальное название             | Роль    |
| --------- | --- | ---------------- | --------------------------------- | ------- |
| 2007—2008 | с   | Молокососы       | Skins                             | Сид     |
| 2007      | кор |                  | Skins: Secret Party               | Сид     |
| 2009      | тф  | 1066             | 1066: The Battle for Middle Earth | Тофи    |
| 2013      | ф   | Мы — фрики       | We Are the Freaks                 | Парсонс |
| 2013      | кор |                  | Faulty                            | Найджел |